# Virgilio Melchiorre
Virgilio Guido Dante Melchiorre (Chieti, 18 gennaio 1931) è un filosofo italiano.

## Biografia
Dopo essere stato ammesso al Collegio Augustinianum, inizia a frequentare la facoltà di filosofia all'Università Cattolica del Sacro Cuore di Milano, dove si laurea nel 1953.
Terminati gli studi, nel medesimo ateneo ha iniziato la carriera accademica come assistente volontario di filosofia della storia, per poi insegnare filosofia morale presso la Facoltà di Lettere e Filosofia dell'Università Ca' Foscari Venezia.
Richiamato alla Cattolica di Milano, ha ricoperto in qualità di professore ordinario la cattedra di Filosofia morale, per poi insegnare filosofia teoretica. Dal 1967 al 1995 ha diretto, presso la Facoltà di Lettere e Filosofia dell'Università Cattolica, la Scuola di specializzazione in comunicazioni sociali.
Nel 2008 è stato nominato professore emerito dell'Università Cattolica di Milano.

## Vita privata
Vive a Milano, è sposato e ha tre figli.

## Opere
- Arte ed esistenza, Firenze 1956
- Il metodo di Mounier, Milano 1960
- Il sapere storico, Brescia 1963
- La coscienza utopica, Milano 1970
- L'immaginazione simbolica, Bologna 1972
- Metacritica dell'eros, II ed. Milano 1987
- Ideologia, utopia, religione, Milano 1980
- Essere e parola, Milano, IV ed. 1993
- Corpo e persona, Genova 1987
- Studi su Kierkegaard, II ed. Genova 1998
- Analogia e analisi trascendentale. Linee per una nuova lettura di Kant, Milano 1991
- Figure del sapere, Milano 1994
- La via analogica, Milano 1966
- Creazione, creatività, ermeneutica, Brescia 1997
- I segni della storia, Ghezzano La Fontina, 1998
- Al di là dell'ultimo, Milano 1998
- Sulla speranza, Brescia 2000
- Ethica, Genova 2000
- Dialettica del senso. Percorsi di fenomenologia ontologica, Milano 2002
- Qohelet, o la serenità del vivere, Brescia 2006
- Essere persona, Milano 2007
- Breviario di metafisica, Brescia 2011
- Il nome indicibile, Milano 2011